# Список пресмыкающихся Хорватии

Хорватия на карте Европы

Список пресмыкающихся Хорватии включает виды класса пресмыкающихся, которые были зарегистрированы на территории Хорватии. Пресмыкающиеся, или рептилии (лат. Reptilia) — класс (по традиционной классификации) или парафилетическая группа (по кладистической классификации) преимущественно наземных позвоночных животных.

## Видовое разнообразие
Пресмыкающиеся составляют заметную часть фауны наземных позвоночных Хорватии. В целом на территории страны подтверждено обитание 39 видов пресмыкающихся: 34 вида чешуйчатых и 7 видов черепах. Каждый из них был зарегистрирован на территории страны единожды, поэтому их современное обитание в Хорватии подвергается сомнениям. Однако, их проживания в прошлом, а следовательно принадлежность к автохтонной герпетофауны, не исключено.
Три из семи видов черепах являются морскими, которые с разной частотой регистрируются в акватории страны. Красноухая черепаха является интродуцированным и инвазивным видом, который угрожает европейской болотной черепахе. Экземпляры ещё двух видов — асписовая гадюка (подвид Vipera aspis francisciredi) и трёхпалый халцид — хранятся в музеях различных европейских стран с указанием, что они были отловлены в Хорватии, но эти данные опровергнуты.
Распространённость различных видов герпетофауны страны неодинакова. Так, уж обыкновенный или эскулапов полоз обитают на всей территории страны, а европейский гологлаз встречается только в двух-трёх местах; Mauremys rivulata можно встретить на юге страны. Самым богатым регионом по количеству видов пресмыкающихся является Адриатическое побережье с его средиземноморским климатом.
На видовом уровне в Хорватии распространены только региональные эндемики (Балканского полуострова или Динарских Альп), зато на подвидовом уровне в стране проживает четыре эндемичных таксона: Podarcis melisellensis melisellensis, Podarcis melisellensis ssp.n., Podarcis siculus adriaticus и Podarcis siculus ragusae.
Большинство пресмыкающихся испытывают сильное негативное антропогенное воздействие, приводящее к уменьшению ареалов и сокращению их популяций. Негативным фактором является загрязнение окружающей среды, уменьшение ареалов происходит из-за ведения сельского хозяйства и урбанизации, интродукции инвазивных видов (кроме красноухой черепахи на территории страны всё чаще регистрируют другие неавтохтонные виды черепах — дальневосточную и пилоспинную).

## Список видов
Данный список объединяет таксоны видового и подвидового уровня, которые были зарегистрированы на территории Хорватии и приводились для неё исследователями в литературных публикациях. Список состоит из русских названий, биноменов (двухсловных названий, состоящих из сочетания имени рода и имени вида) и указанных с ними имён учёных, впервые описавших данные таксоны, и годов, в которых это произошло. В четвёртом столбце таблицы для каждого вида приводится информация о его распространении на территории Хорватии на основании работы «Red book of Amphibians and Reptiles of Croatia» (Jelić D., et al., 2012), если не указаны другие источники. Для некоторых видов приводятся замечания по систематике (подразумевается обитание на территории страны номинативных подвидов, если не указано иное). Отряды и семейства в списке расположены в систематическом порядке.
Легенда:
 Виды, интродуцированные на территории Хорватии, а также инвазионные виды
Обозначения охранного статуса МСОП:
- — виды на грани исчезновения (в критическом состоянии)
- — виды под угрозой исчезновения
- — уязвимые виды
- — виды, близкие к уязвимому положению
- — виды под наименьшей угрозой
- — виды, для оценки угрозы которым не хватает данных
- — виды, не представленные в Международной Красной книге

| Иллюстрация                                             | Русское название              | Латинское название и автор таксона                         | Ареал на территории страны. Замечания по систематике. | Статус МСОП                                      |
| ------------------------------------------------------- | ----------------------------- | ---------------------------------------------------------- | --- | ------------------------------------------------ |
| Отряд Черепахи (Testudines)                             |                               |                                                            | |                                                  |
| Семейство Сухопутные черепахи (Testudinidae)            |                               |                                                            | |                                                  |
|                                                         | Балканская черепаха           | Testudo hermanni Gmelin, 1789                              | Интродуцированный вид. Известны популяции вблизи Загреба, Вировтицы, Осиека. Обитает на лугах, в гаригах и маквисе, отдаёт предпочтение карстовым местам, попадается на сельскохозяйственных угодьях. | Вид, близкий к уязвимому положению               |
| Семейство Пресноводные черепахи (Emydidae)              |                               |                                                            | |                                                  |
|                                                         | Европейская болотная черепаха | Emys orbicularis Linnaeus, 1758                            | Обитает по всей территории страны, как на континентальной части, так и на ряде островов (Крк, Црес, Корнат, Плавник, Млет). Не встречается только в высокогорных районах центральной Хорватии (Лика и Горски-Котар). Вид обитает в различных пресных водоёмах: прудах, озёрах, старицах, медленно текущих реках, каналах. В последнее время наблюдается устойчивая тенденция к сокращению численности. | Вид, близкий к уязвимому положению               |
|                                                         | Красноухая черепаха           | Trachemys scripta (Schoepff, 1792)                         | Североамериканская черепаха, инвазионный вид на территории многих стран. Для Хорватии указывается как интродуцированный инвазионный вид. Встречается во многих местах на территории страны. Наиболее крупная популяция зарегистрирована в Загребе (парк «Максимир») и вблизи него. Популяция устойчива, однако, по мнению исследователей, поддерживается антропогенно за счёт выпуска черепах, содержащихся в домашних условиях, а естественная репродукция вида в пределах страны ещё невелика для образования самоподдерживающейся популяции вида. | Вид вне опасности                                |
| Семейство Азиатские пресноводные черепахи (Geoemydidae) |                               |                                                            | |                                                  |
|                                                         | Западная каспийская черепаха  | Mauremys rivulata (Valenciennes, 1833)                     | Вид распространён на крайнем юге страны (города Стон, Майкови, Конавле, река Неретва). Вид обитает в различных пресных водоёмах со слабым течением: реках, прудах, озёрах, болотах, ирригационных каналах. | Вид не представлен в Международной Красной книге |
| Семейство Кожистые черепахи (Dermochelyidae)            |                               |                                                            | |                                                  |
|                                                         | Кожистая черепаха             | Dermochelys coriacea (Vandelli, 1761                       | Вид широко распространён в водах Мировом океане. В акватории страны регистрируется периодически. На территории Хорватии не размножается. | Уязвимый вид                                     |
| Семейство Морские черепахи (Cheloniidae)                |                               |                                                            | |                                                  |
|                                                         | Зелёная черепаха              | Chelonia mydas Linnaeus, 1758                              | Глобальный ареал зелёной черепахи включает тропические и субтропические районы мирового океана, особенно распространена в водах Атлантического и Тихого океанов. В акватории Хорватии регистрируется довольно редко (наиболее редкий вид черепах в стране). Данные о размножении на территории страны отсутствуют. | Вымирающий вид                                   |
|                                                         | Логгерхед                     | Caretta caretta Linnaeus, 1758                             | Логгерхед распространён в водах Индийского, Тихого и Атлантического океанов (включая Средиземное море). В акватории Хорватии регистрируется периодически, как у побережья материковой, так и островной части страны. Данные о размножении на территории Хорватии отсутствуют. | Уязвимый вид                                     |
| Отряд Чешуйчатые (Squamata)                             |                               |                                                            | |                                                  |
| Подотряд Lacertiformata                                 |                               |                                                            | |                                                  |
| Семейство Настоящие ящерицы (Lacertidae)                |                               |                                                            | |                                                  |
|                                                         |                               | Algyroides nigropunctatus (Duméril & Bibron, 1839)         | Вид распространён вдоль морского побережья страны и на некоторых островах залива Кварнер. Встречается в различных биотопах. | Вид вне опасности                                |
|                                                         |                               | Archaeolacerta mosorensis (Kolombatović, 1886)             | Эндемик Динарских Альп. На территории Хорватии вид распространён на юге и юго-востоке (Мосор, Козьяк, Биоково. Предпочитает скалистые или каменистые местности с бедной растительностью. Обычно в горах встречается выше лесного пояса; на более низшкх высотах селится среди зарослей кустарниковой растительности или в негустых лесах. | Уязвимый вид                                     |
|                                                         |                               | Dalmatolacerta oxycephala Duméril & Bibron, 1839           | Является эндемиком Динарских Альп. На территории страны обитает в горах Далмации, а также на некоторых близлежащих островах. Населяет горные склоны, каменистые осыпи, кустарниковые заросли, прочие каменистые местности. | Вид вне опасности                                |
|                                                         |                               | Lacerta bilineata (Daudin, 1802)                           | Распространён в Истрии, на островах залива Кварнер и во всех районах Динарских Альпах. Вид обитает в травянистых стациях с редкой деревенистой и кустарниковой растительностью, на сырых участках с густой растительностью, на прогреваемых солнцем карстовых склонах, в хорошо освещенных лесах, на опушках леса, в редколесьях. | Вид вне опасности                                |
|                                                         | Далматинская ящерица          | Podarcis melisellensis (Braun, 1877)                       | Вид встречается вдоль морского побережья континентальной части страны и на островах. Населяет преимущественно засушливые места: гарига, кустарниковые заросли, пастбища, засушливые редколесья, скалы, насыпи вдоль дорог. На островах встречается на галечных пляжах. | Вид вне опасности                                |
|                                                         | Обыкновенная стенная ящерица  | Podarcis muralis (Laurenti, 1768)                          | Вид обитает на всей континентальной части страны и на острове Црес. Населяет различные биотопы: широколиственные леса, скалы и каменные руины, кустарники, виноградники. В горах встречается на высотах до 2500 м над уровнем моря. | Вид вне опасности                                |
|                                                         | Сицилийская стенная ящерица   | Podarcis sicula (Rafinesque-Schmaltz, 1810)                | Встречается от Истрии до Неума и на многих островах. Имеются отдельные популяции у Дубровника и Загреба. Обитает в сельскохозяйственных угодьях, среди зарослей кустарниковой растительности, на песчаном морском побережье, на лесных опушках, в каменистых местностях, населённых пунктах. | Вид вне опасности                                |
|                                                         | Ящерица живородящая           | Zootoca vivipara von Jacquin, 1787                         | Встречается в северо-западной части Хорватии. В горах обитает на высотах от 70 и до 1800 м над уровнем моря. Населяет опушки лесов, вырубки в лесах, кустарниковые заросли, пойменные влажные луга, имеющие участки с кустарниками, болота и т. п. | Вид вне опасности                                |
|                                                         | Ящерица зелёная               | Lacerta viridis Laurenti, 1768                             | Встречается на всей континентальной части страны и на некоторых островах. Вид обитает в сухих местах на склонах берегов, скалах, на поросших травой и кустарником склонах холмов и оврагов, в обрывах, на лесных полянах, в садах, редколесьях, на прибрежных утесах моря. | Вид вне опасности                                |
|                                                         | Ящерица прыткая               | Lacerta agilis Linnaeus, 1758                              | Вид широко распространён по всей территории Хорватии. Населяет самые разнообразные биотопы во всех ландшафтных зонах, успешно заселяет агроландшафты и сельскохозяйственные угодья. Особое предпочтение отдаёт засушливым местностям, включая песчаные прибрежные участки. | Вид вне опасности                                |
|                                                         | Ящерица трёхлинейчатая        | Lacerta trilineata Bedriaga, 1886                          | Вид широко распространён в прибрежных регионах Хорватии и на ряде островов залива Кварнер. Населяет самые разнообразные биотопы: сухие места, леса, кустарниковые заросли, каменистые склоны, горные степи, заброшенные сельскохозяйственные угодья. Хорошо лазает по деревьям. | Вид вне опасности                                |
|                                                         | Ящерица Хорвата               | Iberolacerta horvathi (Méhelÿ, 1904)                       | Горный вид, распространённый в горных массивах Велебит, Учка, Горски-Котар. Населяет горные буковых и хвойных леса. Иногда может встречаться в областях выше линии лесов, среди зарослей горной кустарниковой растительности и на горных склонах и скалах. | Вид, близкий к уязвимому положению               |
| Подотряд Веретеницеобразные (Anguimorpha)               |                               |                                                            | |                                                  |
| Семейство Веретеницевые (Anguidae)                      |                               |                                                            | |                                                  |
|                                                         | Веретеница ломкая             | Anguis fragilis Linnaues, 1758                             | Вид распространён на всей территории страны. Обитает в лесах, на лесных опушках, окраинах лугов, пустошах, полянах, вырубках, просеках, обочинах дорог. | Вид вне опасности                                |
|                                                         | Желтопузик                    | Pseudopus apodus Pallas, 1755                              | На материковой части страны встречается вдоль морского побережья. Также населяет острова. Предпочитает засушливые места, маквис, скалистые и каменистые стации. Относительно часто встречается на сельскохозяйственных территориях. | Вид вне опасности                                |
| Подотряд Гекконообразные (Gekkota)                      |                               |                                                            | |                                                  |
| Семейство Гекконы (Gekkonidae)                          |                               |                                                            | |                                                  |
|                                                         | Стенной геккон                | Tarentola mauritanica (Linnaeus, 1758)                     | Распространён на островах у побережья Хорватии, а также местами в северных прибрежных участках. Гемерофил. Вид обитает на скалах, в пещерах, а также крышах, стенах домов, строительных площадках, руинах зданий. | Вид вне опасности                                |
|                                                         | Турецкий полупалый геккон     | Hemidactylus turcicus (Linnaeus, 1758)                     | Распространён вдоль всего побережья страны, за исключением Истрии. Вид обитает в пещерах, на скалах. Также охотно селится в городских зданиях, на стенах. | Вид вне опасности                                |
| Подотряд Scinciformata                                  |                               |                                                            | |                                                  |
| Семейство Сцинковые (Scincidae)                         |                               |                                                            | |                                                  |
|                                                         | Европейский гологлаз          | Ablepharus kitaibelii Bibron & Bory de Saint-Vincent, 1833 | Распространён вблизи Илоки и Папуки. Имеются неподтвержденные данные о нахождках вблизи Дони-Михоляц. Обитает на каменистых, разнотравно-злаковых ксерофитных степях на пологих склонах, в тёплых и засушливых биотопах (лесные склоны вблизи Илока и известняковые места с редкими рощами и развитым травяным покровом в районе Папука). | Вид вне опасности                                |
| Подотряд Двуходки (Amphisbaenia )                       |                               |                                                            | |                                                  |
| Семейство Амфисбеновые (Amphisbaenidae)                 |                               |                                                            | |                                                  |
|                                                         | Бланус Штрауха                | Blanus strauchi (Bedriaga, 1884)                           | Единственная находка вида на территории страны была сделана на острове Хвар и датируется 1900 годом, но она подвергается сомнению. Из-за многочисленных ископаемых находок вида в южной Европе, он потенциально может быть частью герпетофауны Хорватии. | Вид не представлен в Международной Красной книге |
| Подотряд Змеи (Serpentes)                               |                               |                                                            | |                                                  |
| Семейство Слепозмейки (Typhlopidae)                     |                               |                                                            | |                                                  |
|                                                         | Обыкновенная слепозмейка      | Xerotyphlops vermicularis Merrem, 1820                     | Единственный раз вид регистрировался в 1977 году на острове Дуги-Оток. Необходимы дальнейшие исследования, чтобы установить, действительно ли этот вид обитает на острове. Обитает на сухих, пологих и средней крутизны каменистых склонах с редкой ксерофитной растительностью, в зарослях кустарников. | Вид вне опасности                                |
| Семейство Ужеобразные (Colubridae)                      |                               |                                                            | |                                                  |
|                                                         | Кошачья змея                  | Telescopus fallax (Eichwald, 1831)                         | Распространён вдоль всего побережья Хорватии (от Истрии до границы с Черногорией) и на многих островах. Предпочитает каменистые и скалистые склоны, поросшие разреженной травянистой и кустарниковой растительностью, окрестности горных лесов, развалины старых построек. | Вид вне опасности                                |
|                                                         | Медянка обыкновенная          | Coronella austriaca Laurenti, 1768                         | Вид распространён на всей территории Хорватии, кроме побережья и прилегающих территорий, где он встречается значительно реже. Также обитает на островах Брач, Црес, Крк, Млет. Встречается в различных биотопах: на лесных полянах и опушках, среди редколесья, в долинах рек, в скалистых или каменистых местностях с бедной растительностью. | Вид вне опасности                                |
|                                                         | Полоз балканский              | Hierophis gemonensis Laurenti, 1768                        | Вид распространён в Истрии и вдоль побережья Адриатического моря, а также на многих островах. Обитает в сухих, каменистых местах с низкорослым кустарником (маквис), а также на плантациях, пастбищах, обочинах дорог, в садах и на развалинах старых построек. | Вид вне опасности                                |
|                                                         | Полоз жёлто-зелёный           | Hierophis gemonensis (Lacépède, 1789)                      | Населяет северо-западную часть страны: Истрия, Приморье, некоторые острова залива Кварнер (Црес, Крк). Предпочитает засушливым места, маквис, редколесья, скалистые уступы, развалины, пересохшие русла, пустоши, встречается также и во влажных биотопах. | Вид вне опасности                                |
|                                                         | Полоз каспийский              | Dolichophis caspius (Gmelin, 1789)                         | Обитает в районе хорватской части Бараньи и вдоль Дуная. На юге страны встречается на островах Ластово, Мрчара, Конопиште, Олиб. Материковая популяция населяет дунайские лесные склоны, а островная — кустарниковые заросли, поля и виноградники. Охотно заселяет антропогенные биотопы, пастбища, развалинах старых построек, может встречаться в населённых пунктах. | Вид вне опасности                                |
|                                                         | Полоз леопардовый             | Zamenis situla Linnaeus, 1758                              | Распространёнвдоль побережья Адриатического моря, от юга Истрии и до Конавле, а также на многих островах. Предпочитает в прогреваемые солнцем местности и засушливые биотопы: каменистые склоны и россыпи, сухие овраги, пастбища, горные луга. Охотно заселяет руины построек в пределах населённых пунктов. | Вид вне опасности                                |
|                                                         | Полоз оливковый               | Platyceps najadum (Eichwald, 1831)                         | Вид распространён преимущественно вдоль побережья Адриатического моря, в том числе в Биоково, начиная от островов Крк и Паг и до границы с Черногорией. Обитает на склонах гор среди ксерофитных кустарников, редколесий, в карстовых местностях. Обычен в антропогенных ландшафтах: садах, огородах, на виноградниках и развалинах старых построек. | Вид вне опасности                                |
|                                                         | Полоз эскулапов               | Zamenis longissimus Laurenti, 1768                         | Обитает по всей континентальной части страны, а также на ряде островов (Раб, Хвар, Црес, Млет). Предпочитает речные долины и лесистые предгорья. Охотно заселяет руины и заброшенные здания, случается в населенных пунктах. | Вид вне опасности                                |
|                                                         | Четырёхполосый лазающий полоз | Elaphe quatuorlineata (Gmelin, 1789)                       | Встречается в Истрии, вдоль побережья Адриатического моря и в некоторых прилегающих к побережью районах и на некоторых островах (Крк, Раб, Хвар). Отдаёт предпочтение хорошо прогреваемым биотопам с тенистыми участками и достаточно высокой влажностью: селится на опушках и окраинах островных и галерейных лесов, в речных поймах, на поросших кустарником каменистых склонах, в зарастающих песчаных пустошах, садах и виноградниках. | Вид, близкий к уязвимому положению               |
|                                                         | Уж водяной                    | Natrix tessellata Laurenti, 1768                           | Встречается по всей стране. Обитает в основном в различных водоёмах. На суше встречается во время миграции в другие водоёмы. | Вид вне опасности                                |
|                                                         | Уж обыкновенный               | Natrix natrix Linnaeus, 1758                               | Распространён по всей Хорватии, за исключением островов и некоторых участков побережья. Преимущественно встречается по берегам различных водоёмов, на низменных лугах, в пойменных кустарниках, на участках малых рек. Нередко встречается в населённых пунктах. | Вид вне опасности                                |
| Семейство Lamprophiidae                                 |                               |                                                            | |                                                  |
|                                                         | Восточная ящеричная змея      | Malpolon insignitus (Eichwald, 1831)                       | Вид распространён вдоль всего морского побережья Хорватии (кроме Истрии) и на ближайших островах. Является ксерофильным видом, который предпочитает засушливые редколесья, заросли кустарников, равнины с бедной растительностью. | Вид вне опасности                                |
| Семейство Гадюковые (Viperidae)                         |                               |                                                            | |                                                  |
|                                                         | Гадюка обыкновенная           | Vipera berus Linnaeus, 1758                                | Встречается в северо-восточной части страны (долина Дуная и долины его притоков — Савы и Дравы). Также встречается в Горски-Котар (до 700 м над уровнем моря) и некоторых горных местностях вблизи Боснии и Герцеговины (на высоте до 1600 м над уровнем моря). Живёт в различных биотопах, преимущественно увлажнённых. | Вид вне опасности                                |
|                                                         | Гадюка степная                | Vipera renardi (Christoph, 1861)                           | Горный вид, распространенный в Южном Велебите и близлежащих районах Динарских Альп (горы Троглав, Динара, Камешница). Предпочитает засушливые места (кроме наиболее засушливых участков): каменистые склоны, песчаные места, кустарниковую и степную растительность, горные луга. | Уязвимый вид                                     |
|                                                         | Носатая гадюка                | Vipera ammodytes Linnaeus, 1758                            | Встречается на всей территории страны. Обитает на каменистых склонах гор, поросших кустарниками, по осыпям и обрывам в долинах рек, в старых каменоломнях, в каменных заборах, разрушенных постройках, в кучах камней. | Вид вне опасности                                |